# Новоукраинский (Челябинская область)
Новоукраи́нский — посёлок в Чесменском районе Челябинской области России. Административный центр Новоукраинского сельского поселения.

## География
Посёлок находится на расстоянии 22 км к юго-востоку от села Чесма, административного центра района.

## Население
| 2002 | 2010 |
| ---- | ---- |
| 569  | ↘544 |

### Половой состав
По данным Всероссийской переписи, в 2010 году численность населения посёлка составляла 544 человека (261 мужчина и 283 женщины).

## Улицы
| - ул. Комсомольская, - ул. Новая, | - ул. Октябрьская, - ул. Первомайская. |